# Парашут

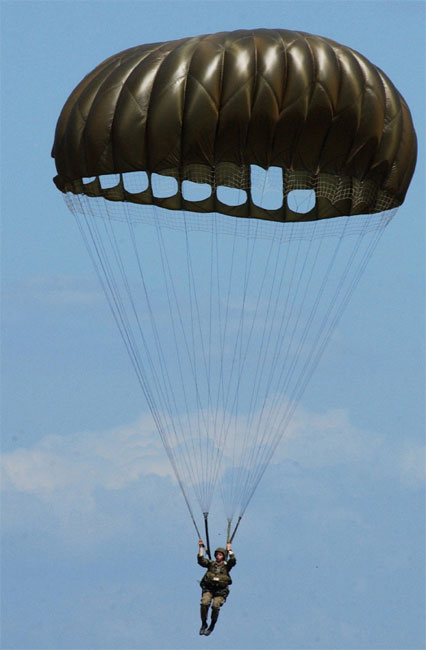
Американський морський піхотинець на парашуті серії МС1-1С

Парашу́т (фр. parachute, від італ. para — відвертай і фр. chute — падіння), також легкоспа́д — пристрій, який використовує опір повітря для зменшення швидкості руху і застосовується для безпечного спуску в повітрі з великої висоти людини та вантажів, для гальмування наземного руху об'єктів (літаків, автомобілів, тощо).

## Історія винаходу парашута
Ідея парашута з'явилася задовго до польоту першої повітряної кулі, не кажучи вже про літак. Проте термін «парашут» прийшов у техніку значно пізніше за народження ідеї.
Із старовинних переказів, легенд та розповідей мандрівників середньовіччя відомо про використання людьми пристроїв, що нагадують парасольки, для стрибків із башт та круч. Жителі Китаю, Африки та південно-східної Азії ще в глибокій старовині добре знали про гальмувальні властивості увігнутих поверхонь. Демонстрації стрибків з парасольками влаштовувалися на святкуваннях і циркових показах.

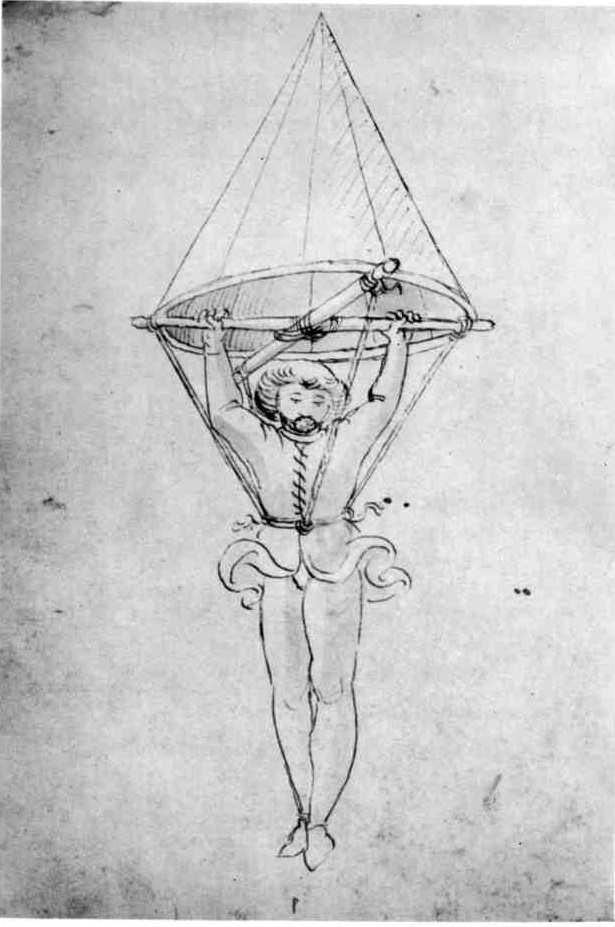
Найстаріший малюнок парашута. Італія, 1470 р. Автор невідомий

Опис вдалих стрибків з великої висоти можна знайти в творах давньоримських письменників Апулія і Овідія. Проте лише в кінці 15 століття з'явився перший технічний проєкт парашута. Запропонував його італійський вчений інженер і художник Леонардо да Вінчі. Цей винахід є результатом численних експериментів і спостережень науковця над поведінкою картонних фігур, що падали, різноманітної форми.

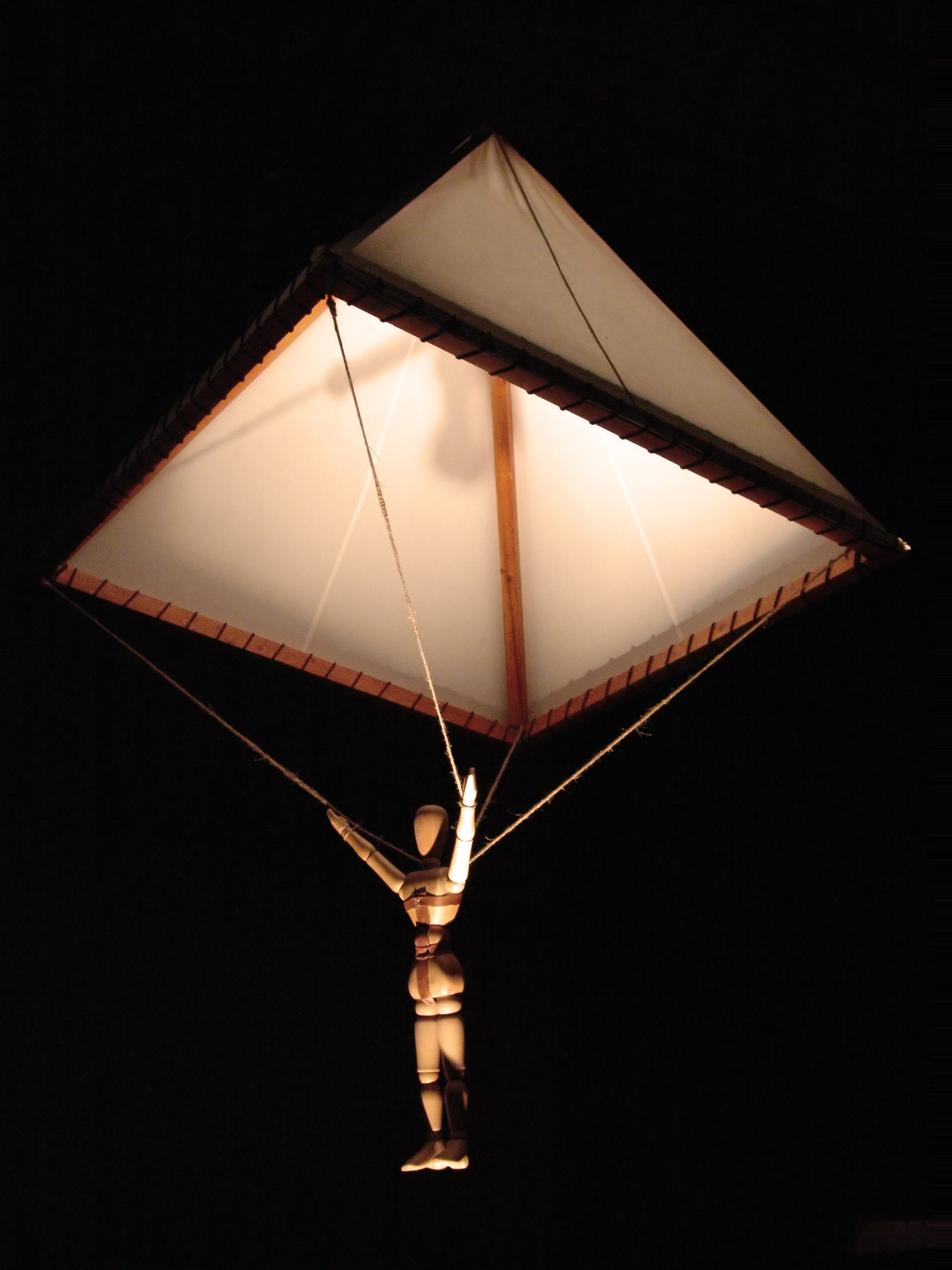
Макет парашута, запропонований Леонардо да Вінчі

У 1483 році Леонардо да Вінчі намалював ескіз пірамідального парашута. Він писав, що: 
«Якщо у людини є шатро з накрохмаленого полотна шириною в 12 ліктів і вишиною в 12, то вона зможе кидатися з будь-якої висоти, без небезпеки для себе».
Площа поверхні запропонованого Леонардо да Вінчі пристрою для спуску людини дорівнювала приблизно 60 м². Ці розрахунки близькі до сучасного парашута для людей. Відсутність практичної потреби в застосуванні парашута та засобів доставки в потрібне місце служили завадою для винаходу і вдосконалення таких пристроїв, і лише розвиток повітроплавання з 18 століття і випадки катастроф спонукали винахідників впритул зайнятися створенням спеціального пристрою для успішного спуску людини з великої висоти.
Вперше збудував і випробував такий апарат французький фізик Луї-Себастьян Ленорман (фр. Sebastien Lenormand), який і дав йому назву — «парашут» (від грецького «пари» — проти і французького «шют» — падіння). Спочатку парашути виготовлялися у вигляді парасольок або з прогумованої тканини і були дуже недосконалі, займали дуже багато місця.
Одним з винахідників парашута вважається Фауст Вранчич з Хорватії. У 1597 році він стрибнув із дзвінниці заввишки 87 метрів на ринкову площу в Братиславі.
3 жовтня 1785 року Жан П'єр Бланшар з балкона спустив собаку і 23 серпня 1786 року вівцю на парашуті.
Перша людина, яка добровільно (з парашутом) стрибнула з повітряної кулі, був французький аеронавт Андре-Жак Гарнерен; це трапилося 22 жовтня 1797 року. Його стрибок із саморобної водневої кулі з висоти 400 метрів над паризьким парком Монсо був перший парашутним стрибком у Європі. Фізик, який був присутній на цій події, побачивши як розгойдується парашут Гарнерена, запропонував зробити невеликий отвір в центрі купола, щоб повітря виходило через нього. Гарнерен погодився, і з тих пір на будь-якому круглому парашуті є полюсний отвір.

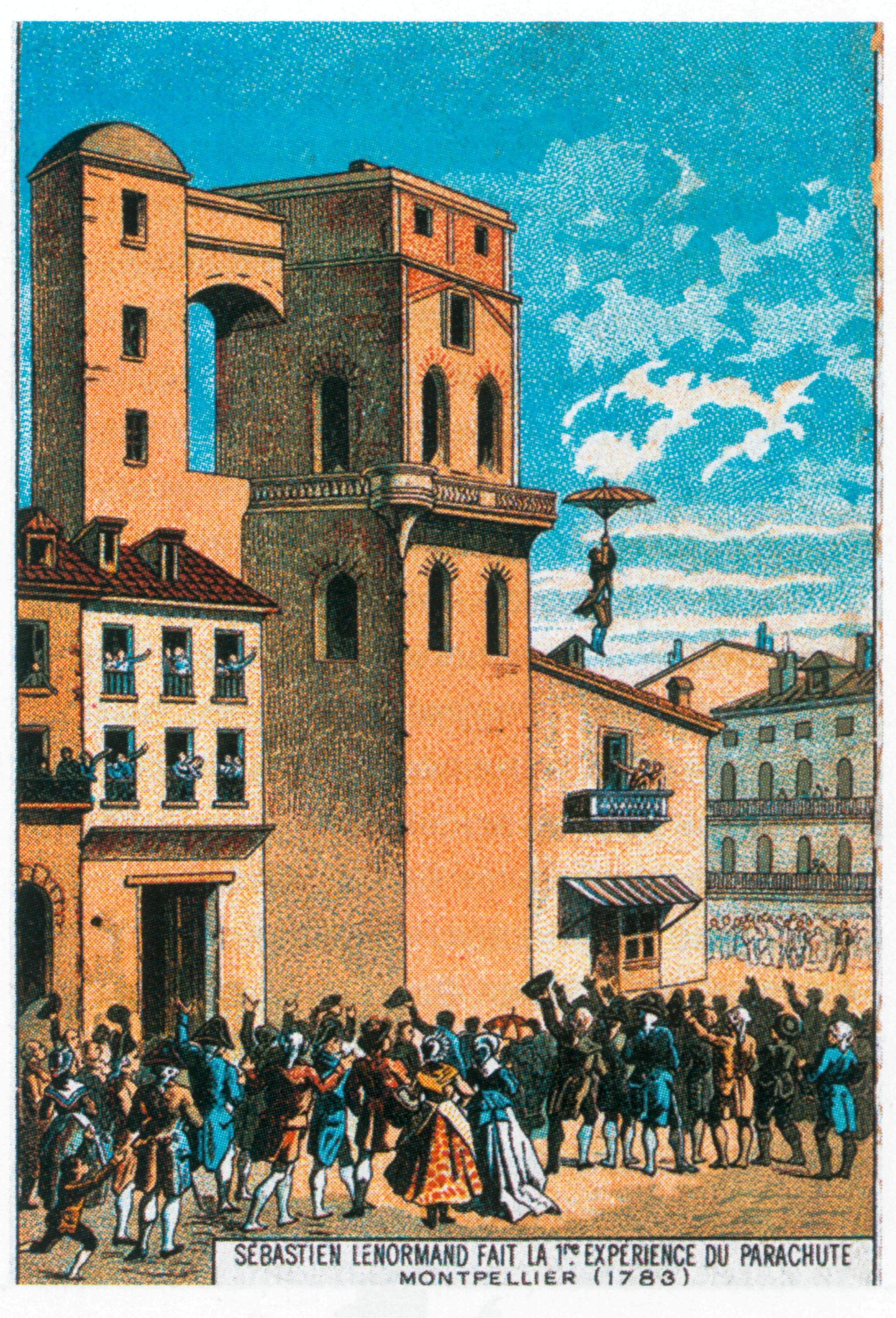
Перший стрибок з парашутом француза Луї Себаст'яна Ленормана, 26 грудня 1783 р., Монпельє. Гравюра кінця XVIII ст.

## Розвиток парашута
1911 року російський військовий Гліб Котельников, враженний побаченою ним на Всеросійському святі повітроплавання загибеллю російського льотчика капітана Л. Мацієвича в 1910 році, вдався до розробки принципово нового парашута РК-1. Парашут Котельникова був компактний, його купол виготовлено з шовку, стропи розділялися на дві групи й кріпилися до плечових обхватів підвісної системи. Купол і стропи укладалися в дерев'яний, а пізніше алюмінієвий ранець. У 1912 році Котельников запатентував парашутний ранець. Незабаром, 1923 року, Котельников запропонував ранець для укладання парашута, зроблений у формі конверта із стільником для строп.
1 березня 1912 року в Сент-Луїсі, штаті Міссурі американець Альберт Беррі здійснив перший парашутний стрибок з літака з висоти 450 м і успішно приземлився.
Перші випадки застосування парашуту з військовою метою зафіксовано в період Першої Світової війни 1914–1918. Це були артилерійські спостерігачі, що коригували артилерійський вогонь з повітряних балонів. Вони являли собою дуже привабливу ціль для ворожих пілотів-винищувачів, тому після багатьох випадків загибелі коригувальників, офіцери почали застосовувати парашути, як засіб порятунку. Додатково, загрозу становили самі повітряні балони, що спалахували дуже швидко.
У той же час, незважаючи на наявність перших зразків парашутів, екіпажам літаків практично було заборонено використовувати парашути через те, що існувало повір'я,  — відсутність засобів порятунку примушує пілота вступати в повітряний бій без страху. До того ж, перші парашути були дуже важкі та незручні й займали забагато місця в літаку. Тому часто траплялись випадки, коли авіатори гинули внаслідок відсутності засобу порятунку або вчиняли самогубство.
За 1917 рік в російській армії було зареєстровано 65 спусків з парашутами, 36 — для порятунку і 29 добровільних.
Після революції 1917 року перший вимушений стрибок з літака виконав 23 червня 1927 року льотчик-випробувач Громов Михайло Михайлович, майбутній Герой Радянського Союзу.

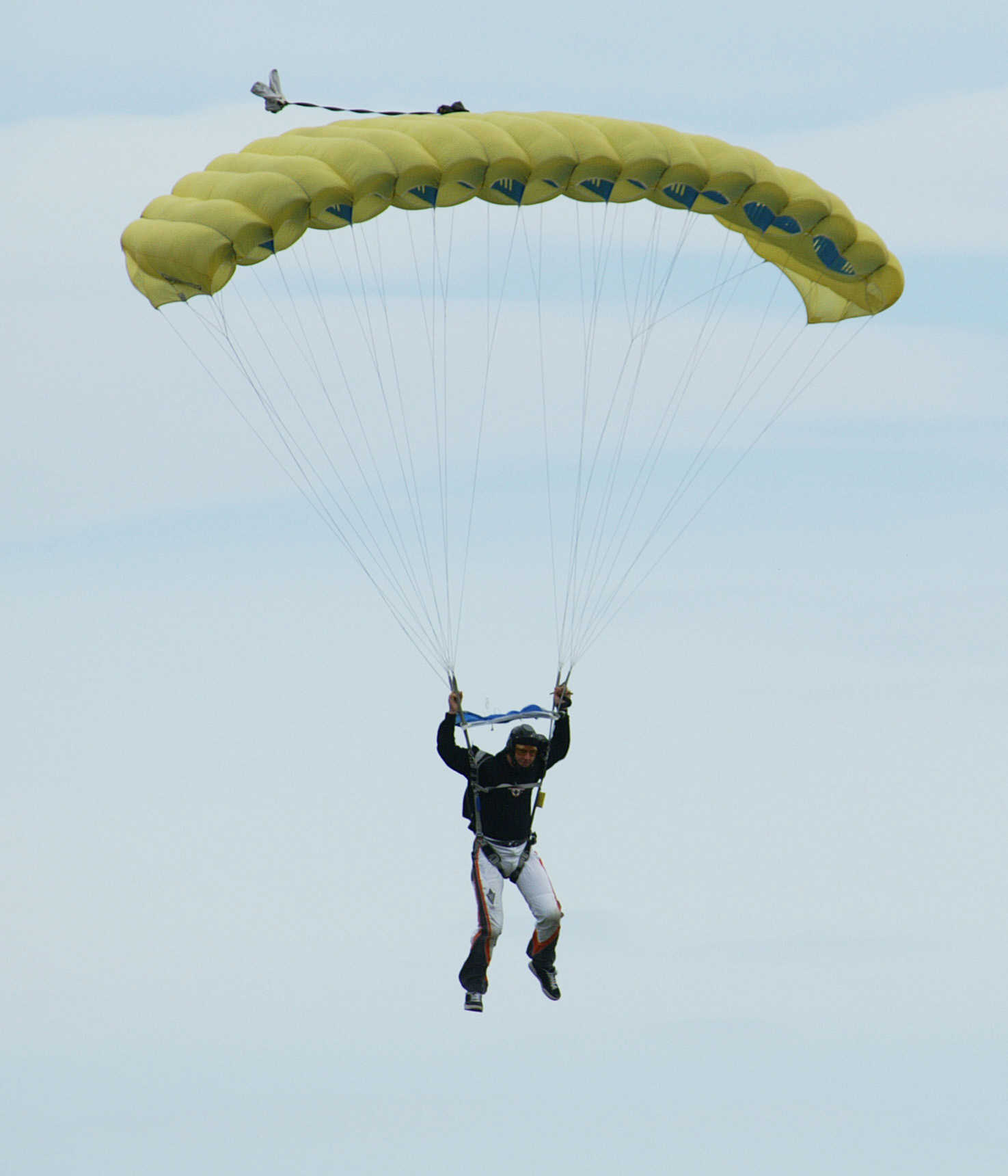
Спортивний керований парашут

Датою початку розвитку масового парашутного спорту в СРСР стає 26 липня 1930 року. Цього дня у Воронежі на Аеродромі почалися перші стрибки військових льотчиків під керівництвом Л. Г. Мінова.
Парашутизм став масовим спортом і улюбленим заняттям молоді. З'являються жінки-парашутистки (Федорова, Кулеєва). Вперше стрибають вночі Березкин, Гятров та ін. Майстерність парашутистів зростає. У 1934 році конструктор Лобанов запропонував нову форму купола — квадратна й пласка, 1935 року новий спортивно-тренувальний парашут із змінною швидкістю зниження прийнято в експлуатацію. Інженери брати Дороніни вперше у світі сконструювали автомат для розкриття парашута на заданій висоті.

## Парашутизм в Україні
Нині[коли?]парашутизм став популярним екстремальним видом спорту. Станом на 2015 рік в Україні 15 організацій пропонують комерційні стрибки з парашутом.

## Різновиди парашута
Існує два основних типи парашута по формі купола:
- парашут з круглим куполом (круглий парашут) і
- парашут з прямокутним (або еліптичним) куполом (парашут-крило).

Окремо використовуються парашути для зниження швидкості літаків і космічних кораблів при посадці. Діапазон швидкостей і навантажень радикально розрізняється.
Круглі парашути зменшують швидкість падіння майже виключно за рахунок опору повітря. Вони мають форму півсфери, на нижньому краю прикріплені стропи (мотузки), на яких висить парашутист або вантаж. Для стабілізації зниження у вершині купола зазвичай є полюсний отвір, через який йде повітря. Цим запобігають розгойдуванню парашута.
Сучасні парашути-крило зменшують швидкість падіння в основному за рахунок підйомної сили що виникає при набіганні потоку повітря. Їх поперечний перетин відповідає профілю крила літака. Це дозволяє істотно скоротити площу і вагу парашута, в деяких випадках до 10 разів.
Гальмівні парашути застосовуються для скорочення гальмівного шляху (на реактивних, військових і деяких видах транспортних літаків) і зниження швидкості падіння (наприклад, космічної капсули).
Рятувальні парашути призначені для аварійного покидання літального апарата.

## Загальна компоновка парашута

### Складові частини (варіант)
- Парашутна система
  - камера стабілізуючої системи
  - стабілізуюча система
  - камера основного парашута
  - основний парашут
  - підвісна система з ранцем
  - двухконусний замок
  - ланка ручного розкриття
  - запасний парашут
  - страхуючий прилад
  - парашутна сумка